# Ryoji Yamanaka
Ryoji Yamanaka (山中 良二 Yamanaka Ryoji?), född 19 april 1983 i Oita prefektur, är en japansk före detta fotbollsspelare.
Yamanaka började sin karriär 2002 i Mito HollyHock. Han avslutade karriären 2003.